# Dårgräsfjäril
Dårgräsfjäril (Lopinga achine) är en art i insektsordningen fjärilar som tillhör familjen praktfjärilar och underfamiljen gräsfjärilar. 

## Kännetecken
Dårgräsfjärilen har en vingbredd på 43 till 50 millimeter. På ovansidan har vingarna en gråbrun grundfärg, med en rad av ögonfläckar på den yttre hälften. Dessa är gulaktiga i kanterna och svartbruna i mitten. Undersidan av vingarna har en ljusare grundfärg med ögonfläckar som liknar ovansidans, förutom att de i mitten har en liten vit prick. 
Flera underarter med variationer i utseendet finns. I Sverige finns underarterna Lopinga achine suecica på fastlandet och Lopinga achine rambringi på Gotland.

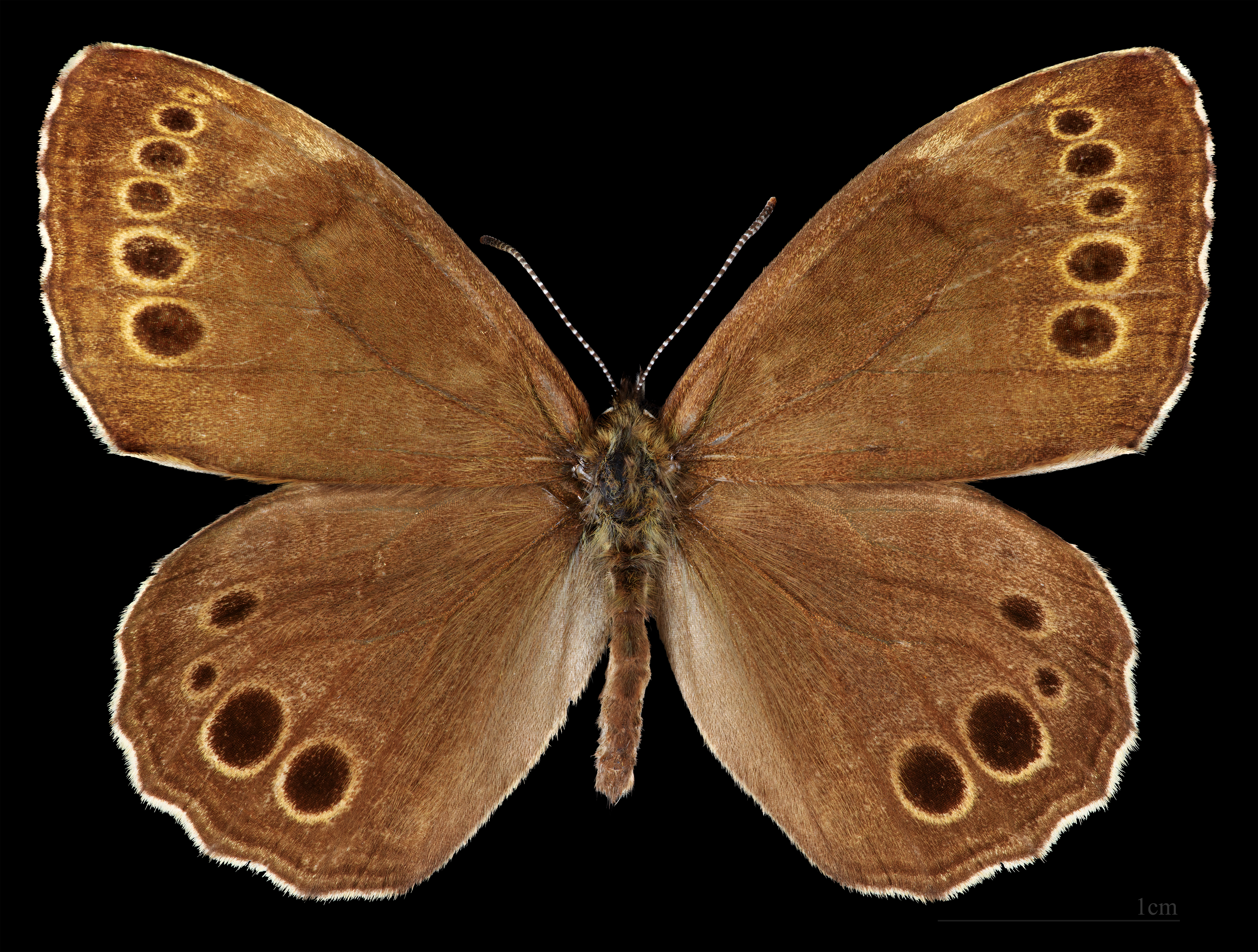
Lopinga achine ♂
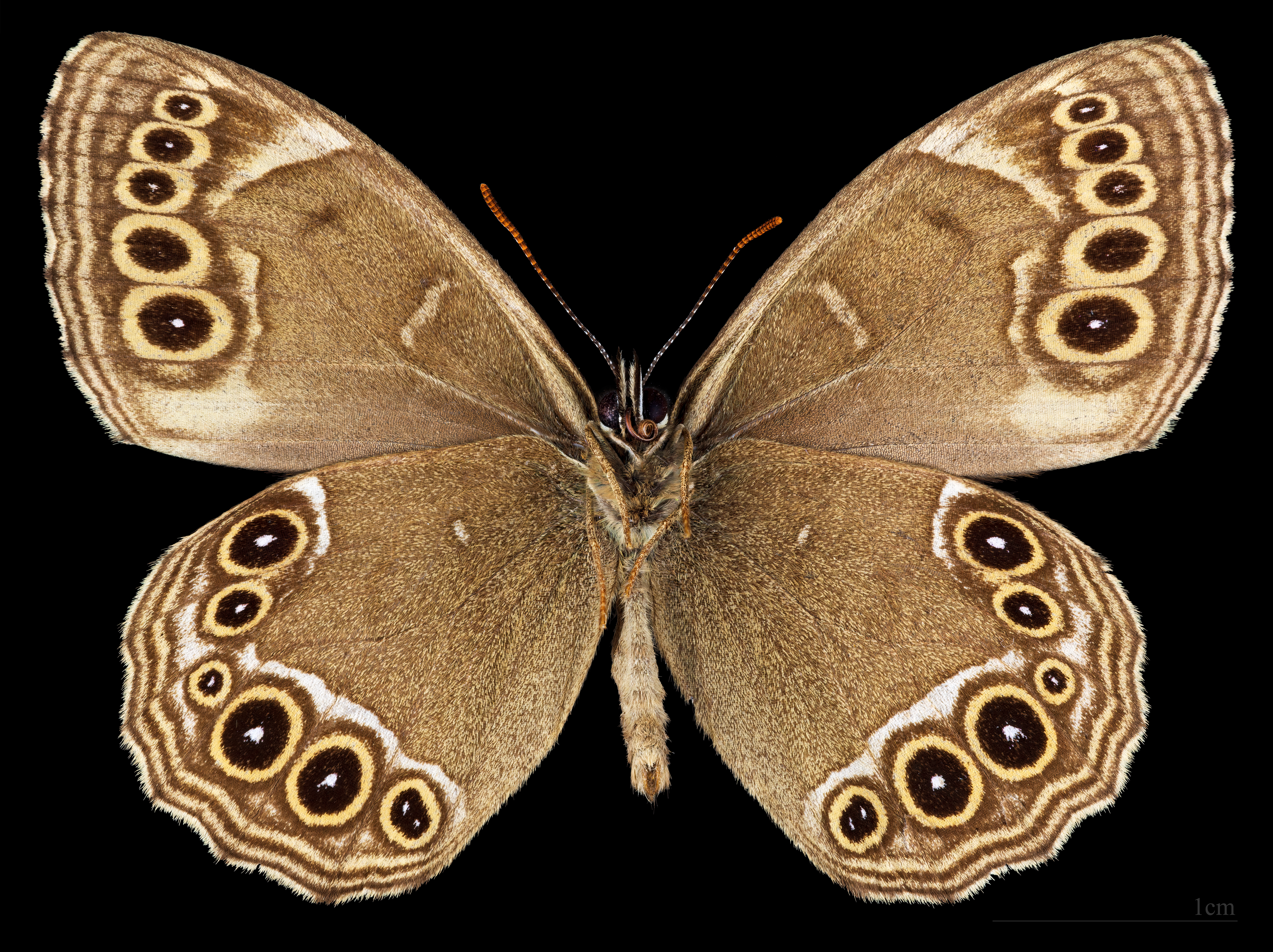
Lopinga achine ♂   △ (undersida)

## Utbredning
Dårgräsfjärilen finns i centrala Europa, från Frankrike och österut till Ryssland, Sibirien, centrala Asien och Japan. Dess förekomst inom större delen av detta område är dock inte sammanhängande, utan begränsad till särskilda platser. I Sverige har den hittats i Skåne och Östergötland, samt på Gotland.

### Status
I Sverige är dårgräsfjärilen klassad som missgynnad. Det största hotet mot arten är igenväxning av dess habitat genom granplantering. Dårgräsfjärilen är hotad också på andra håll i Europa och finns upptagen på rödlistan i 17 länder. 
Dårgräsfjärilen finns även med på Bernkonventionens lista över starkt hotade arter i Europa och den omfattas också av bilaga 4 i EU:s habitatdirektiv.

## Levnadssätt
Dårgräsfjärilens habitat är öppna lövskogar med träd som ek och hassel, al, ask och bok. Den kan också leva i öppna barrskogar, som fjärilarna på Gotland som finns i ängstallskogar. En förutsättning är att det finns gott om lundstarr, eftersom detta är den främsta värdväxten för larven. Även lundskafting och strutstarr har observerats som värdväxt.

### Fortplantning
Flygtiden för imagon är i Sverige från slutet av juni till slutet av juli.
Den genomsnittliga livslängden för varje individ är dock endast 6 till 8 dagar. Hos dårgräsfjäril kläcks som hos många andra fjärilar hanarna vanligen något före honorna. Detta har den fortplantningsmässiga fördelen att de redan finns på plats när honorna är redo för parning. 
Efter parningen lägger honan äggen ett och ett, ofta i vegetationen mellan öppen mark och tätare skog. Honor som är två till fyra dagar gamla är de mest produktiva äggläggarna och under denna tid kan de lägga upp till 25 ägg per dag. Sedan minskar äggproduktionen och en hona som är mer än åtta dagar gammal lägger bara omkring 5 ägg per dag. I genomsnitt under sin livstid lägger en hona cirka 140 ägg. 
Efter fjorton till tjugo dagar kläcks äggen. Larven äter och växer och innan vintern kommer har den hunnit ömsa hud två gånger. Övervintringen sker i basen på en grästuva. På våren börjar larven äta igen och växer snabbt. På åtta till tio veckor kan den öka i vikt från cirka 16 milligram till cirka 115 milligram. I maj eller början av juni förpuppar den sig och efter ungefär sexton dagar kommer den fullbildade fjärilen fram.